# Портрет Фёдора Викторовича Назимова
«Портрет Фёдора Викторовича Назимова» — картина Джорджа Доу и его мастерской из Военной галереи Зимнего дворца.
Картина представляет собой погрудный портрет генерал-майора Фёдора Викторовича Назимова из состава Военной галереи Зимнего дворца.
К началу Отечественной войны 1812 года генерал-майор Назимов был шефом Куринского пехотного полка и командовал 2-й бригадой 15-й пехотной дивизии, состоял в корпусе Е. И. Маркова в 3-й Обсервационной армии, в сражении при Городечно и до конца Заграничных походов командовал всей дивизией.
Изображён в генеральском вицмундире, введённом для пехотных генералов 7 мая 1817 года; контрэполеты ошибочно показаны без красного подбоя. На шее крест ордена Св. Анны 2-й степени. Поскольку с конца 1816 года Назимов занимал должность Киевского гражданского губернатора с переименованием в действительные статские советники, то этот мундир он носить не мог и должен быть изображён в общегенеральском мундире образца 1808 года с двумя рядами пуговиц. Ещё одной ошибкой художника является отсутствие на портрете орденов Св. Владимира 3-й степени и Св. Георгия 4-й степени, которыми Назимов был награждён соответственно в 1812 и 1816 годах. С тыльной стороны картины надпись: Nazimoff. Подпись на раме: Ѳ. В. Назимовъ, Генералъ Маiоръ.
7 августа 1820 года Назимов был включён в список «генералов, заслуживающих быть написанными в галерею» и 22 июля 1822 года император Александр I приказал написать его портрет. Гонорар Доу был выплачен 15 января 1828 года и уже 21 января 1828 года готовый портрет был принят в Эрмитаж. Поскольку предыдущая сдача готовых портретов для Военной галереи состоялась 8 июля 1827 года, то портрет Назимова был написан после этой даты.